# ふくい浪漫 い〜ざぁええDay
『ふくい浪漫 い〜ざぁええDay』（ふくいろまん いーざぁええデー）は、2004年3月1日から2017年3月10日まで福井テレビなどで放送されていた紀行番組。番組終了時点では福井テレビ、KBS京都の2局で放送されていた。通称い〜ざぁええDay。
ステレオ放送・ハイビジョン制作で、アナログ放送ではレターボックス形式で放送されていた。

## 概要
毎回様々な芸能人たちに福井県を訪れてもらい、案内人の福井テレビアナウンサーとともに県内各地を散策してもらうという内容の番組。2004年1月2日まで同枠で放送されていた『俵太の達者でござる』の後継番組で、同番組の再放送で一時穴埋めをした後に放送開始した。番組タイトルの由来は、「い〜ざぁ」は嶺北で主に使われる「いいざ」からで、「ええDay」は嶺南で主に使われる「ええで」から。同じ「いいですよ」の意味を持つ嶺北・嶺南の言葉を重ねたものである。
回によっては福井県出身の芸能人が訪れることもある。初回のゲストは美浜町出身の五木ひろしで、美浜にある思い出の場所を巡るという内容で放送された。この回のエンディングには五木の代表曲の1つである「ふるさと」が流れ、番組途中でも五木本人が歌うシーンがあった。2006年8月14日には放送回数100回を迎えた。ゲストは初回でゲスト出演した五木ひろしで、初回・第100回ともに1時間スペシャルで放送された。また、2009年7月6日には放送第200回を迎えたが、その時のゲストは坂井市出身の高橋愛（当時モーニング娘。）であった。
2015年4月からはフジテレビ月曜19時枠がネットセールス枠に転換されるため本番組は金曜日の19:27に移動する。また番組内容もリニューアルしこれまで登場していた案内人を廃止しゲストが一人で福井県内を歩き福井の良さを実感してもらうという内容に変わった（一部のゲストを除く）。2017年3月を以って本番組は終了した。

## 出演者
日付はいずれも制作局の福井テレビにおける放送日。案内人は当時の福井テレビアナウンサーが担当。
案内人(2015年3月まで)
- 松下尚史 - 2004年3月1日放送分 (#1) から2008年5月19日放送分 (#160) まで出演。
- 丸山勝義 - 2008年6月2日放送分 (#161) から2013年4月15日放送分 (#306) まで出演。(案内人としては2013年3月4日放送分(#305)まで)
- 坂本剛史 - 2013年4月15日放送分 (#306)から出演。

## 放送局
時刻はいずれも日本標準時。改編期や年末年始の時期には放送休止になったことが多い。また福井テレビでは、他のフジテレビ系列局で月曜7時台に放送されているネプリーグが2時間スペシャルで放送される場合も当番組は休止となった。
2012年6月にはテレビ神奈川（tvk）でもレギュラー放送が予定されていて、月間番組表にも記載されていたが、実際には単発枠で放送されていた（2012年7月の月間番組表からは削除されている）。

### 終了時点での放送局
| 放送対象地域 | 放送局     | 系列           | 放送日時 | 備考              |
| ------------ | ---------- | -------------- | --- | ----------------- |
| 福井県       | 福井テレビ | フジテレビ系列 | 月曜 19:28 - 19:55 （2004年3月 - 2006年9月） 月曜 19:30 - 20:00 （2006年10月 - 2015年3月） 金曜 19:27 - 19:57 （2015年4月 - 2016年3月） 金曜 19:30 - 19:57 （2016年4月 - 現在） 月曜 19:00 - 19:55 （1時間スペシャル） | 制作局 再放送あり |
| 京都府       | KBS京都    | JAITS          | 金曜 08:30 - 09:00 （不明 - 2007年9月） 金曜 14:30 - 15:00 （2007年10月 - 2008年8月） 日曜 19:00 - 19:30 （2008年10月 - 不明）） 土曜 9:30 - 10:00 (不明‐現在)                                                         | 不定期放送        |

### 過去の放送局
| 放送対象地域 | 放送局     | 系列  | 放送日時 | 備考                                                                                            |
| ------------ | ---------- | ----- | --- | ----------------------------------------------------------------------------------------------- |
| 兵庫県       | サンテレビ | JAITS | 木曜 19:00 - 19:30 （2004年10月 - 2005年9月頃） 木曜 18:30 - 19:00 （2005年10月頃 - 2008年9月） 木曜 18:00 - 18:30 （2008年10月 - 2009年3月） | 夏川純・あわら市の回 (#188) で終了 ただし現在も日曜日の夕方あるいは夜に不定期で放送されている。 |

### 単発放送
- 千葉テレビ放送（千葉県） - 2012年3月以降に、番組改編期の穴埋めで不定期放送されていた。
  - 2012年3月23日・30日：津田寛治・サプライズ里帰り (#271、1時間スペシャル)を30分ずつに分けて放送
  - 2012年6月27日・7月1日：山本高広出演回（#283,#284）を放送
  - その後も番組改編期（4月・10月）や年末年始特別編成で放送されていた。主に23時台の5いっしょ3ちゃんねる同時ネット番組中止時の穴埋めとして使用されていた。
- テレビ神奈川（神奈川県） - 当初は前述のとおり、2012年6月からのレギュラー放送が予定されていたが中止された。その後単発放送として、2012年11月23日に放送された。

## スタッフ
2013年6月現在
- ナレーター：高田伸一
- 構成協力：大原広軌
- テーマ音楽：新保拓之
- オープニングCG：石橋弘
- 広報：木下真緒
- 字幕：木村詩織
- カメラ：松田公明
- 音声：北本康一
- ディレクター：北嶋伸希・森岡俊平・新妻周一
- プロデューサー：吉田尚広
- 制作・著作：福井テレビ